# Selezioni giovanili della nazionale maschile di calcio del Portogallo
Le selezioni giovanili della nazionale di calcio del Portogallo sono gestite dalla Federazione calcistica del Portogallo (in portoghese Federação Portuguesa de Futebol, abbreviato spesso in FPF) e sono formate dai giocatori portoghesi che hanno sotto i 21 anni di età.